# Marituba
Marituba é um município paraense do estado brasileiro do Pará localizado na Região Norte do Brasil, distante cerca de 11 km do centro da capital estadual. Está conurbado com Ananindeua e Benevides, ambos municípios integrantes da Região Metropolitana de Belém. Possui uma população de 111 785 habitantes (IBGE Censo 2022), sendo o 13º maior município do Pará em população, distribuídos em uma área de 103,214 km², tendo a menor área total entre os municípios paraenses. Possui um PIB em 2020 foi de R$ 2,0 bilhões estando na décima quinta posição entre as cidades do estado. 
Possui uma população de 111.785 habitantes (IBGE Censo 2022), sendo o 13º maior município do Pará em população, distribuidos em uma área de 103,214 km², tendo a menor área total entre os municípios paraenses. Possui um PIB em 2020 foi de R$ 2,0 bilhões estando na décima quinta posição entre as cidades do estado.
Em 2010, seu Índice de Desenvolvimento Humano (IDH-M) era de 0,676, considerado médio, ocupando o quinto lugar no ranking estadual.
O topônimo Marituba tem origem na língua indígena Nheengatu que significa “Lugar abundante de Maris (ou Umaris)”. "Maris" ou "Umaris" é uma árvore pertencente à família das Icacináceas, "Tuba" significa “lugar abundante”.
É considerada uma "cidade-dormitório", visto que grande parte de seus habitantes trabalham e/ou estudam em municípios vizinhos durante o dia e somente retornam ás suas residências no período noturno. Geralmente, os moradores precisam tomar como rota a BR-316 para locomover-se, visto que a via é a principal entrada e saída da cidade.

## História

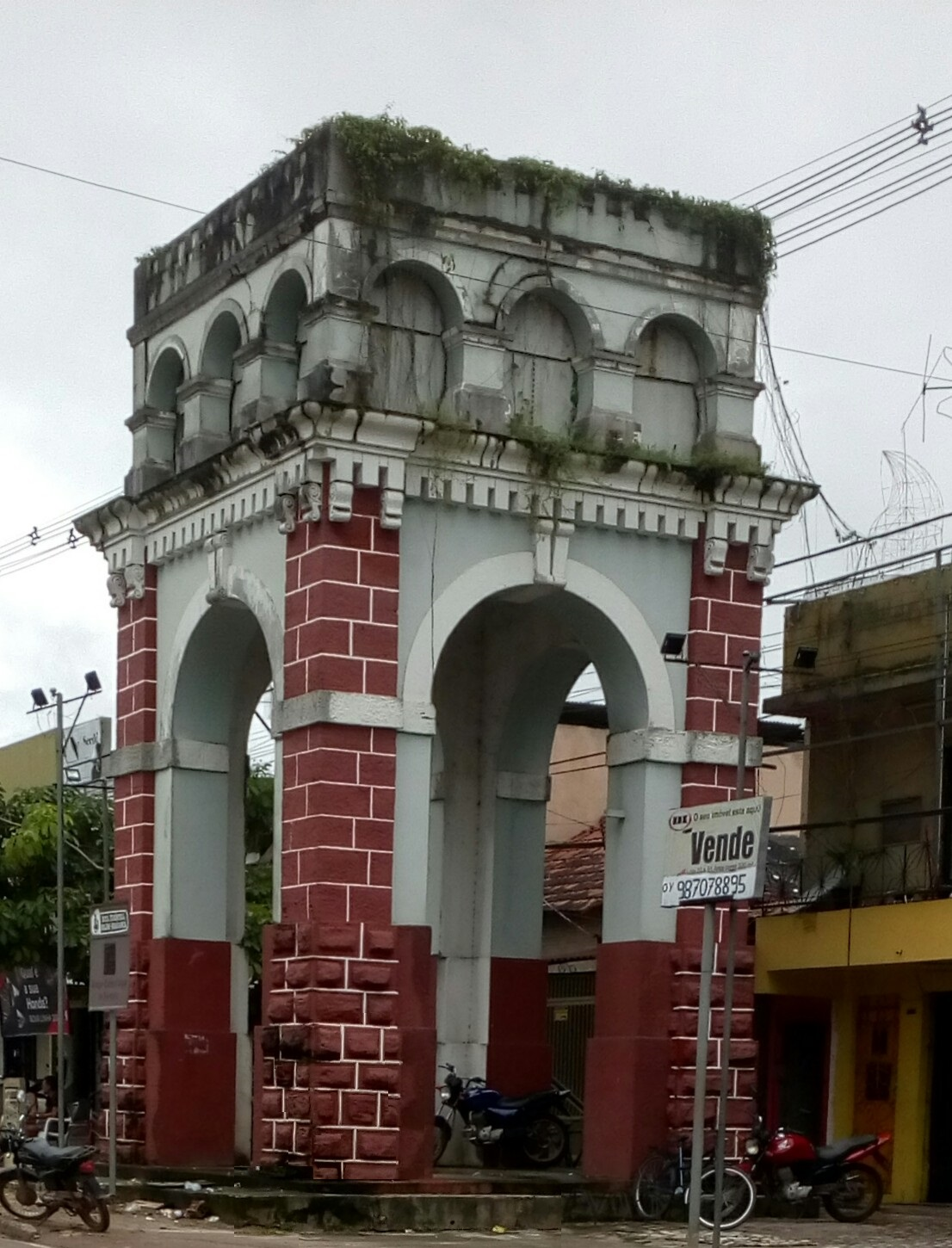
Antiga caixa d'água da Estrada de Ferro de Bragança.

A cidade foi fundada em 1994, criada pela Lei Estadual nº 5.857 de 22 de setembro de 1994 desmembrada do município de Benevides. Marituba nasceu em função da Estrada de Ferro de Bragança.
Em virtude da construção das oficinas dos trens ás margens da via-férrea percebeu-se que seria necessário a construção de uma vila de casas, para abrigar os operários de manutenção e demais funcionários dessa estrada. A construção da vila foi concluída em 1907 dando origem ao povoado de Marituba. Suas terras pertenciam ao município de Belém, com a criação do município de Ananindeua, em 1943, passou a pertencer a esse novo município. Já em 1961, passou a pertencer ao município de Benevides.

### Emancipação
Com uma forte propaganda sobre os benefícios da passagem de vila para município, foi realizado o plebiscito: compareceram 12.444 eleitores (57% dos eleitores aptos a votar). Disseram SIM à emancipação, 12.035 eleitores (96,1%) e NÃO, 257 eleitores (2,07%). Os votos brancos foram 64 (0,51%) e os nulos, 88 (0,71%), a partir do dia 21 de abril do ano de 1994 Marituba já era considerada município e nessa data era a emancipação.

## Localização
Marituba está localizada as margens da Rodovia BR-316 a altura do km 13. Faz limites com Ananindeua [oeste], Rio Guamá [sul], Santa Bárbara do Pará [norte], Benevides [leste].

### Limites territoriais
A Lei Nº 6.255 de 16 de novembro de 1999, de autoria do deputado estadual Martinho Carmona dá outra redação ao texto da Lei 5. 857 de 22 de setembro de 1994, assim os limites de Marituba ficam:
Com o município de Benevides – Começam no rio Mocajatuba, na foz do rio Benfica, seguindo pelo curso deste pelo talvegue até a foz do igarapé Itapepucu, seguindo pelo curso na sua montante até o seu afluente da margem esquerda, aquém da rodovia estadual PA-404, aproximadamente 250 metros, segue por este afluente até ser interceptado com o eixo da rodovia federal BR-316, deste ponto segue no sentido geral sul até a nascente do igarapé Uriboca, daí segue no sentido geral sudoeste até alcançar o rio Guamá, na confrontação da foz do igarapé Samaumapara ou Saumamaquara.
Com o município de Acará – Começam no rio Guamá confronte a foz do igarapé Samaumapara ou Saumamaquara e seguem para jusante pelo talvegue do rio Guamá até a ponta leste da ilha Negra.
Com o município de Belém – Começam no rio Guamá na ponta leste da ilha Negra e seguem para jusante pelo talvegue do rio Guamá, deixando para Belém a referida ilha até a foz do igarapé Oriboquinha.
Com o município de Ananindeua – Começam no rio Guamá, na foz do igarapé Oriboquinha, seguindo pelo curso deste, até sua nascente, daí por uma reta de aproximadamente 3.650 metros, no sentido noroeste até encontrar a nascente do igarapé Pato Macho, seguindo pelo seu talvegue e jusante até sua foz no rio Ananindeua, deste ponto segue pelo rio Ananindeua, no seu talvegue e jusante até sua foz no rio Mocajatuba, daí segue o rio Mocajatuba pelo seu talvegue e jusante até a foz do rio Benfica.

## Bandeira
A bandeira do município de Marituba foi criada pela lei municipal n° 12, de setembro de 1997, na gestão do primeiro prefeito constitucional, Fernando de Souza Corrêa.
As cores são: azul celeste, verde, branco e vermelho.
O azul celeste simboliza o céu. O verde, com o qual se escreve ”Marituba Pará”, simboliza as matas. A tarja branca, sob a circunscrição ”Marituba Pará”, o rio Amazonas. As duas listras brancas simbolizam respectivamente, os rios Guamá (listra branca superior) e Mocajatuba (listra branca inferior). As listras vermelhas simbolizam as 3 tentativas de emancipação: 1ª tentativa de emancipação (listra vermelha superior), 2ª tentativa (listra vermelha intermediária) e 3ª  tentativa (listra vermelha inferior).
A bandeira também apresenta 3 estrelas. A primeira estrela, que apareceu na parte superior, representa Marituba. As duas estrelas que ficam na parte inferior simbolizam, respectivamente, Ananindeua, (estrela no canto inferior esquerdo) e Benevides (estrela no canto inferior direito).

## Demografia
Segundo o censo 2022, apresentado pelo Instituto Brasileiro de Geografia e Estatística, vivem em Marituba cerca de 111.785 habitantes, sendo 54.692 do sexo masculino (48,9% da população), e 57.093 do sexo feminino (51,1% da população). Em 2010, 107.123 habitantes vivem na zona urbana (aproximadamente 98,96% da população), e 1.123 habitantes vivem na zona rural (1,04%). No mesmo ano a taxa de urbanização do município chegou aos 98,96%. Em 2016, o IBGE estimou a população da cidade em 125.435 habitantes (crescimento de 15,8% em relação a 2010), sendo o nono município mais populoso do Pará.

### Composição étnica e imigração
Segundo dados do Censo 2022 realizado pelo IBGE, a população de Marituba está composta por: Pardos (69,6%); Brancos (20,1%); Pretos (10,1%); e Amarelos e Indígenas (0,2%). 
Ainda segundo o IBGE, em 2010, 43,78% da população de Marituba não é natural do município. Entre os não naturais do município, 14,28% são oriundos de outros estados.
Em 2010, entre os imigrantes oriundos de outros estados, os maranhenses são os mais numerosos, correspondendo a 3,95% da população da cidade. Os cearenses, representando 2% da população, são o segundo mais numerosos, seguidos por piauienses (0,31%), amazonenses (0,31%), pernambucanos (0,26%), paulistas (0,25%) e amapaenses (0,25%). Demais estados somam 1,45%.
Entre os imigrantes oriundos do próprio estado, a maior parte são populações de baixa renda das cidades de Belém e Ananindeua, que se deslocam para Marituba em virtude da valorização dos imóveis nessas cidades e pela falta de espaço para construção de novas residências.

### Religião

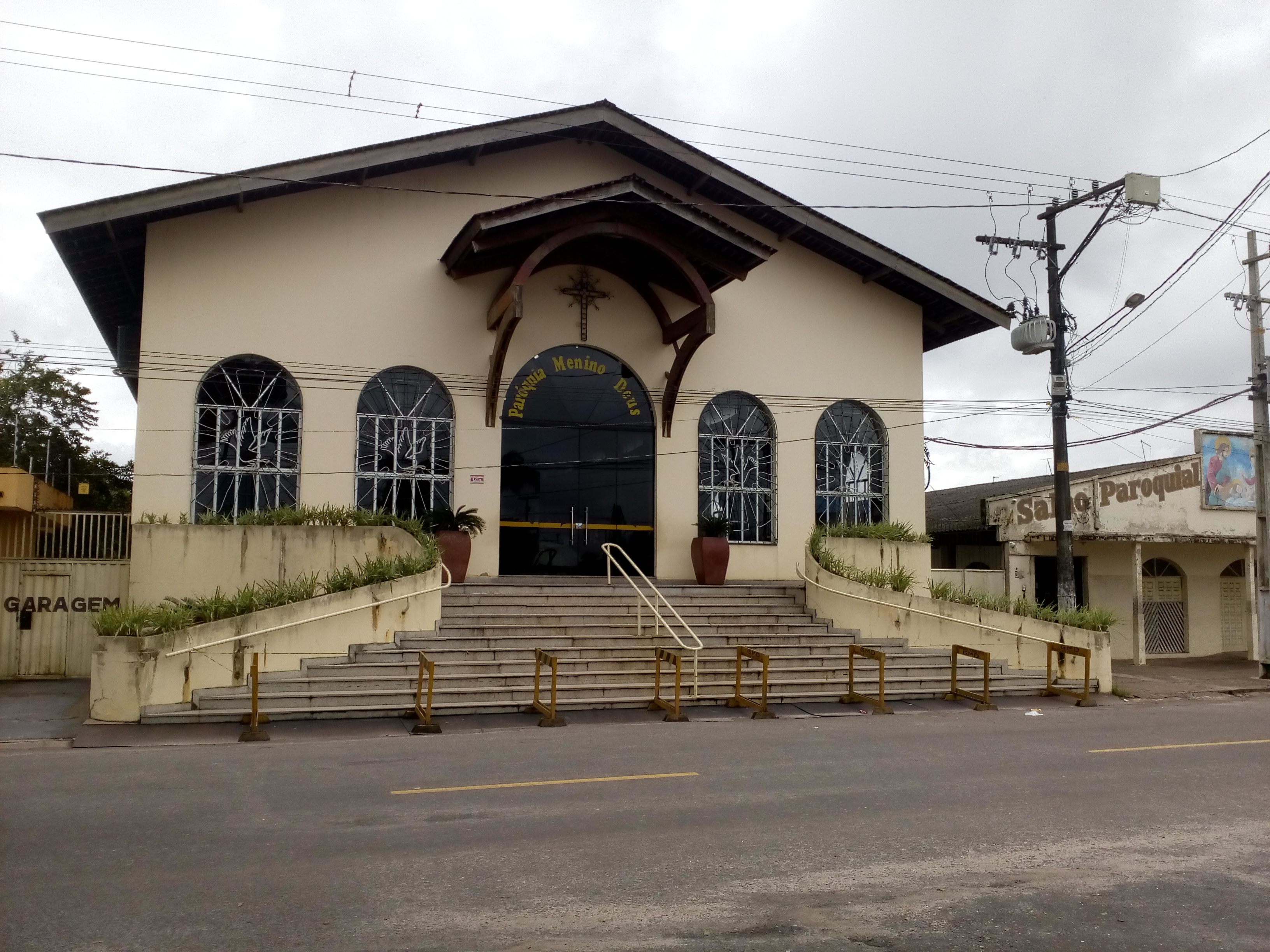
Igreja Católica na região central da cidade.

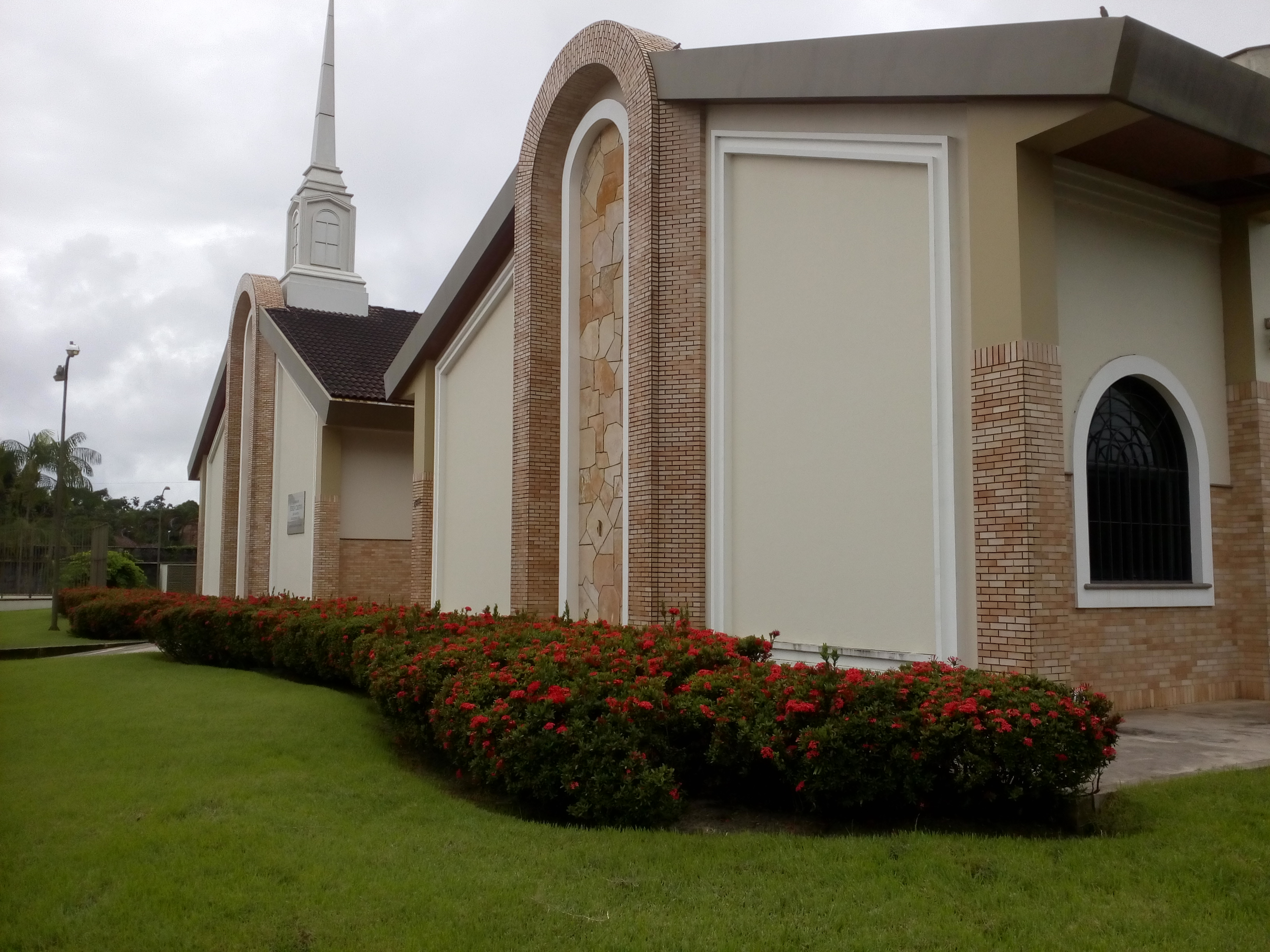
Igreja Mórmon no bairro do Decouville.

Em Marituba, segundo o IBGE, 71,05% da população é católica, 20,62% é evangélica, 0,15% é espírita, 6,65% não tem religião. Outras religiões somam 1,1% e 0,02% não souberam ou não declararam.
O censo de 2010 do IBGE, aponta que a população residente por religião é estimada em: 65.253 católicos, 34.251 evangélicos, 436 espíritas.

### Renda, pobreza e desigualdade
Nas últimas duas décadas a renda per capita média de Marituba cresceu 102,14%, passando de R$188,91 em 1991, para R$254,86 em 2000, e para R$ 382,02 em 2010. Em 2000 a proporção de pessoas pobres (renda domiciliar per capita inferior a R$ 140,00) era de 42,14% da população, e a de pessoas extremamente pobres era 16,19%. No ano de 2010, novos dados apontaram redução de 59,7% no percentual de pobres, e 67% no percentual de extremamente pobres. Apesar da redução aproximadamente 18.323 pessoas ainda vivem na pobreza, e 5.791 na extrema pobreza. Houve uma diminuição da desigualdade de rendas nesse período em Marituba, descrita através do Índice de Gini, que passou de 0,53, em 1991, para 0,52, em 2000, e para 0,42, em 2010.

## Educação
No município, a proporção de crianças de 5 a 6 anos na escola é de 91,94%, em 2010. No mesmo ano, a proporção de crianças de 11 a 13 anos frequentando os anos finais do ensino fundamental é de 77,65%; a proporção de jovens de 15 a 17 anos com ensino fundamental completo é de 53,03%; e a proporção de jovens de 18 a 20 anos com ensino médio completo é de 33,23%.
Em 2010, considerando-se a população municipal de 25 anos ou mais de idade, 5,90% eram analfabetos, 56,44% tinham o ensino fundamental completo, 34,02% possuíam o ensino médio completo e 3,42%, o superior completo.

### Índice de Desenvolvimento da Educação Básica
Em 2013, a nota no IDEB do município foi de 3.8 (4º Série/9º Ano), e 3.5 (8º série/9ª Ano). As 5 escolas com o melhores resultados na 4º série/9º ano foram: E.R.C.E.F São José (4.7), E.R.C Centro Educacional Pimpolho (5.0), E.R.C Profª Nazaré Costa (4.6), E.R.C Santa Tereza D'Ávila (4.5), E.R.C Mundo Mágico (4.5). E os 5 melhores resultados na 8ª série/9ª ano foram das escolas: E.M.E.F Nossa Senhora Da Paz (4.9), E.M.E.F Profª Gracinda Peres (4.0), E.M.E.F Prof Paulo Freire (4.0), E.M.E.F João Milton Dantas (3.7), E.M.E.F Profª Emília Clara de Lima (3.4).

## Bairros

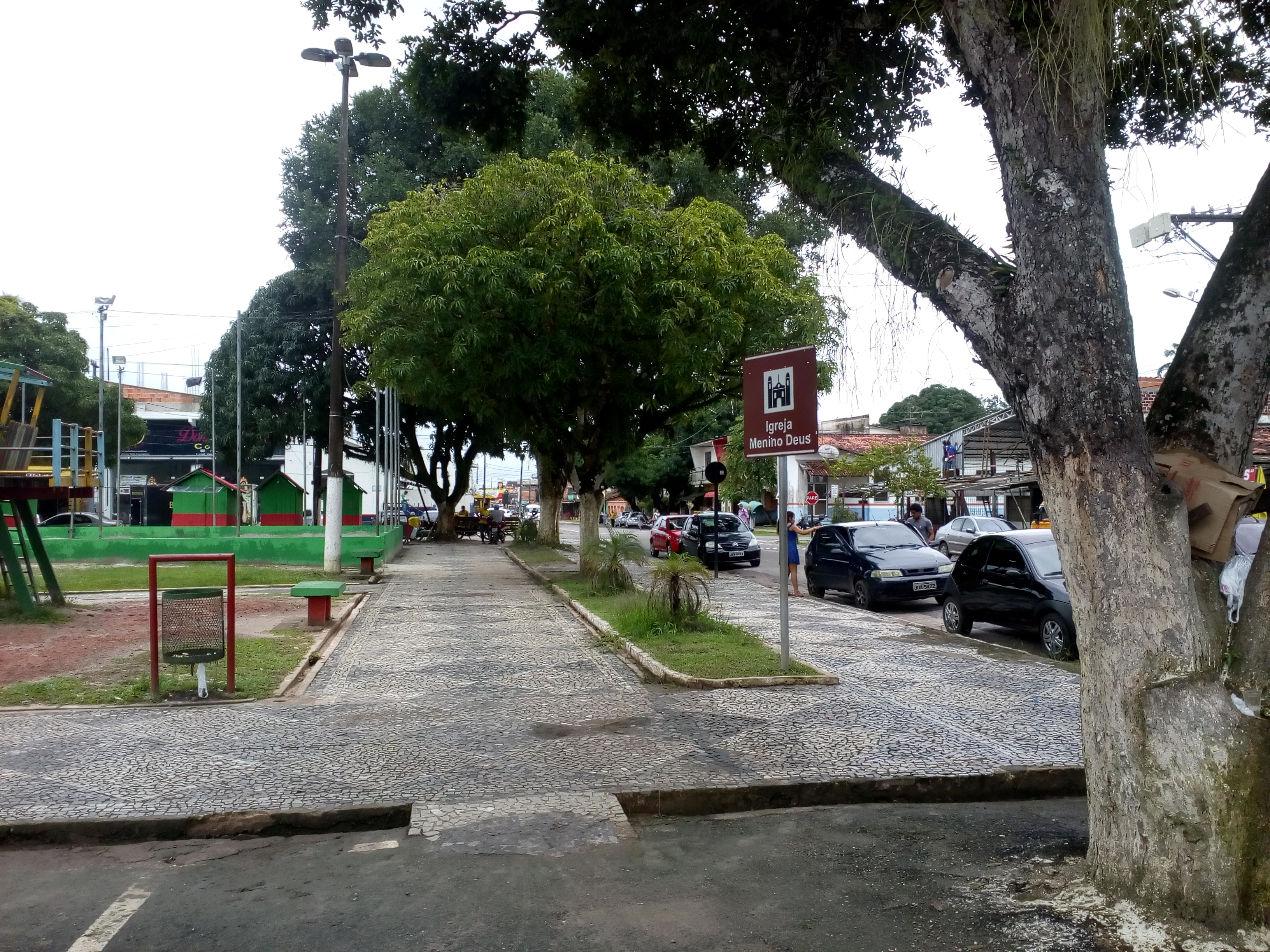
Praça Matriz no Centro.

No início de 2000 existiam, pelo menos, oito grandes invasões, algumas como a do Che Guevara (Residencial Almir Gabriel), as margens da BR-316 foi uma das maiores da Região Metropolitana, sendo na atualidade a maior genuinamente maritubense, sendo que nos dias de hoje já é caracterizada como bairro.
O município possui os seguintes bairros, conjuntos habitacionais, residenciais e comunidades rurais: bairro São João (dividido em comunidade Paulo Fonteles e Campo Verde – este bairro fica na divisa com Ananindeua), residencial Città Maris, bairro Uriboca (dividido em Antigo, Novo e comunidades Aracanga e Santa Rita de Cássia), Centro (dividido em comunidades da Prainha, Boa Vista, Piçarreira e Mata), bairro Pedreirinha, bairro São José, bairro Dom Aristides (conhecido também como bairro da Colônia), bairro São Francisco, bairro União, Bairro Novo, Decouville (dividido em comunidades do Mirizal, Cecon, Japão, Santa Fé e Santa Clara), conjuntos Nova Marituba, Marituba I, Mário Couto, Beija Flor, Parque Imperial, Parque das Palmeiras, bairro Beira Rio (divido em comunidades do Beira Rio, Santa Lúcia I e Santa Lúcia II), residencial Salinas, residencial Almir Gabriel (com a sua área urbana e a comunidade agrícola de Santo Amaro), Canaã, comunidades agrícolas do Bela Vista e Riacho Doce (estas já na divisa com o município de Benevides).
| Bairro                                       | População (Censo 2010) | IDH-M (2010)  |
| -------------------------------------------- | ---------------------- | ------------- |
| Bairro Novo                                  | 13.041                 | 0,694 - médio |
| Beija-Flor / Nova Marituba / Jardim Imperial | 14.585                 | 0,725 - alto  |
| Boa Vista / Mirizal                          | 5.228                  | 0,671 - médio |
| Centro                                       | 8.374                  | 0,725 - alto  |
| Che Guevara / Almir Gabriel                  | 14.847                 | 0,613 - médio |
| Decouville                                   | 5.627                  | 0,666 - médio |
| Dom Aristides                                | 12.300                 | 0,666 - médio |
| Nova União / São Francisco / Bela Vista      | 14.292                 | 0,613 - médio |
| Santa Cruz / Santa Lúcia / Santa Clara       | 10.785                 | 0,671 - médio |
| Uriboca                                      | 9.167                  | 0,694 - médio |

## Transportes e vias públicas

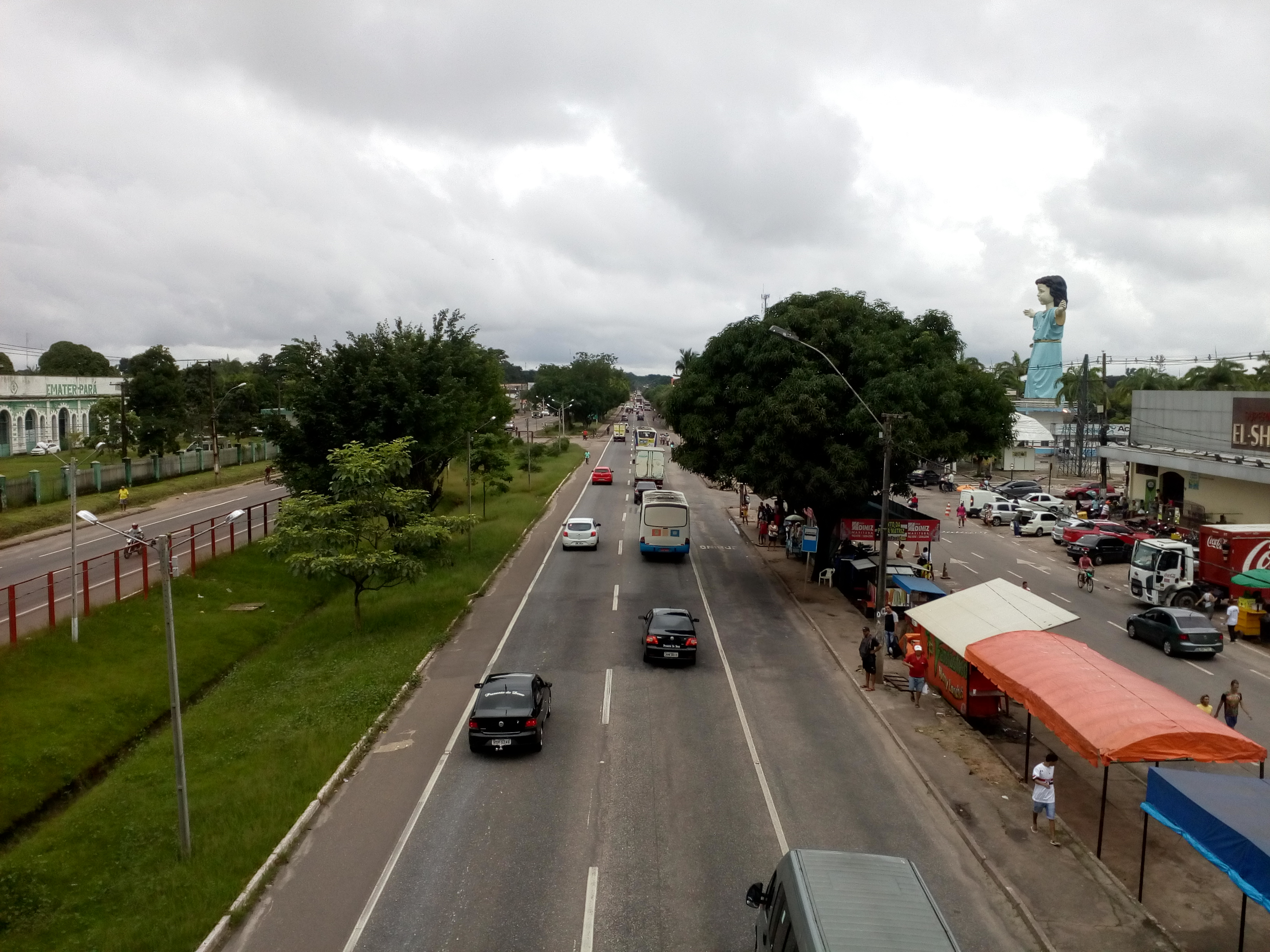
Rodovia BR-316.

O município também é cortado pela rodovia BR-316, num trecho de 7 km, e também tem início em Marituba a rodovia que da acesso à alça viária, um complexo rodoviário que permite interligar a Grande Belém ao sul do Pará.
O transporte ferroviário na cidade foi realizado entre 1884 e 1964 pela Estrada de Ferro de Bragança e era a principal ligação de seus moradores com a capital paraense Belém, onde trabalhavam e estudavam e com as cidades do nordeste do estado como Bragança. Apesar de sua grande demanda, a ferrovia foi considerada como ''deficitária'' por autoridades locais da época e foi extinta no ano de 1965. A antiga estação ferroviária abriga atualmente uma sede de batalhão da Polícia Militar local e a antiga caixa d'água da EFB, que abastecia seus trens, se tornou um ponto turístico frequentado por moradores e visitantes.

## Infraestrutura e violência
A cidade sofre com graves problemas ambientais e sócio-econômicos, em 2013 apenas 1,2% das famílias tinha acesso a rede de coletora de esgoto, do material coletado 100% é descartado sem nenhum tratamento, e a partir de dados do Sistema Nacional de Informações sobre Saneamento (SNIS), apenas 12,83% da população é atendida com serviços de abastecimento de água. Marituba também apresenta um alto índice de homicídios (75,67 homicídios/100 mil hab. em 2013) quase o triplo do índice nacional (26,99 homicídios/100 mil hab.), configurando-se como a 8ª cidade mais violenta do Pará. Além disso, entre 289 cidades pesquisadas o município obteve a pior colocação no índice de bem-estar urbano, lançado pelo Observatório das Metrópoles.